# Live at the Cheetah, Vol. 1
Live at the Cheetah, Vol. 1 es el tercer álbum en vivo publicado por la orquesta salsera Fania All-Stars, producto de su concierto en el Cheetah Club, una discoteca ubicada en Midtown (Manhattan), en la ciudad de Nueva York, donde ya se habían presentado artistas como Jimi Hendrix.

## Antecedentes
Tuvieron que pasar tres años para que los artistas del sello Fania Records se volvieran a reunir. El 26 de agosto de 1971, la Fania All-Stars reestructurada y con artistas de su propio sello, se presentó en el Club Nocturno Cheetah, ubicado en la esquina sudoeste de la Calle 52 y la Avenida 8, una pequeña discoteca de Nueva York, donde frecuentaban muchos melómanos y grandes leyendas afroamericanas como Jimi Hendrix, James Brown y Aretha Franklin.

## Grabación
El concierto se realizó la noche del jueves 26 de agosto de 1971, en el Cheetah Club, con un masivo éxito, ya que muchos aficionados y expertos afirman que fue esa noche, donde verdaderamente comenzó el fenómeno de la Fania All-Stars, pues allí hubo lugar para todo tipo de improvisaciones y destellos musicales por cuenta de las estrellas de la orquesta. El concierto completo fue documentado y grabado en audio, para su posterior comercialización.

## Publicación
El resultado de aquella presentación fueron dos tomos publicados entre 1971 y 1973. El primer tomo se llamó Live at the Cheetah, Vol. 1, y se publicó a finales del mismo año.

## Carátula
Tanto en el primer volumen como en el segundo, la portada corresponde a una foto tomada a los asistentes del club, en el momento en que bailaban, con el anuncio original, que sirvió como publicidad de la presentación de la orquesta, en la parte superior izquierda. Esta fue la primera vez que el famoso logo Fania All Stars, con el rostro de los integrantes del grupo en cada letra, apareció por primera vez en la portada de un álbum, obra de Izzy Sanabria. Algo que se convertiría más tarde en parte esencial de su material publicitario, y uno de sus iconos más recordados.

## Lista de canciones
| N.º   | Título | Cantante(s)                        | Duración |  |
| 1.    | «Introduction Theme» (Composición de: Eddy Martínez con la orquesta de Ray Barretto. Arreglo para Fania de Johnny Pacheco) | Fania All Stars                    | 5:21     |  |
| 2.    | «Descarga Fania» (Composición de: Luis Cruz y Ray Barretto)                                                                | Fania All Stars                    | 9:17     |  |
| 3.    | «Anacaona» (Composición de: Tite Curet Alonso y Johnny Pacheco)                                                            | Fania All Stars con Cheo Feliciano | 7:15     |  |
| 4.    | «Quítate Tú» (Composición de: Bobby Valentín y Johnny Pacheco)                                                             | Fania All Stars                    | 16:45    |  |
| 38:16 | |                                    |          |  |

## Personal

### Músicos
- Director musical - Johnny Pacheco
- Voces - Adalberto Santiago, Cheo Feliciano, Héctor Lavoe, Ismael Miranda, Pete "El Conde" Rodríguez, Santos Colón
- Piano - Larry Harlow
- Bajo - Bobby Valentín
- Trompetas - Roberto Luis Rodríguez, Larry Spencer y Héctor “Bomberito” Zarzuela
- Trombones - Reinaldo Jorge, Barry Rogers y Willie Colón
- Bongó - Roberto Roena
- Congas - Ray Barreto
- Timbales - Orestes Vilató
- Cuatro - Yomo Toro
- Artistas invitados - Richie Ray y Bobby Cruz

### Créditos
- Productor - Larry Harlow
- Productor ejecutivo – Jerry Masucci
- Ingeniero de sonido – Alan Manger, Bernie Fox y Jon Fausty
- Foto original de la carátula - Jose Florez y Vance Bryant
- Diseño original del álbum - Izzy Sanabria